# Stephen Decatur Miller
Stephen Decatur Miller, född 8 maj 1787 i South Carolina, död 8 mars 1838 i Raymond i Mississippi, var en amerikansk politiker. Han var guvernör i delstaten South Carolina 1828-1830. Han representerade South Carolina i båda kamrarna av USA:s kongress, först i representanthuset 1817-1819 och sedan i senaten 1831-1833. Han var först demokrat-republikan och senare en framträdande medlem i Nullifier Party.
Miller utexaminerades 1808 från South Carolina College (numera University of South Carolina). Han studerade sedan juridik och inledde 1811 sin karriär som advokat. Han tillträdde 1817 som ledamot av USA:s representanthus. Han efterträddes 1819 av Joseph Brevard.
USA:s vicepresident John C. Calhoun skrev 1828 sitt dokument South Carolina Exposition and Protest som kom att lägga grunden till Nullifier Party. Calhoun var demokrat och det var hans anhängare i South Carolina som startade den nya rörelsen. Miller vann guvernörsvalet i South Carolina 1828. Enligt Nullifier Party var det möjligt för delstaten South Carolina att ogiltigförklara en federal lag om en sådan lag ansågs vara i strid mot delstatens konstitution. Miller var den första i raden av tre guvernörer i South Carolina som anslöt sig till Nullifier Party.
Miller efterträdde 1831 William Smith som senator för South Carolina. Miller representerade Nullifier Party i senaten och efterträddes 1833 av partikamraten William C. Preston.